# Before the storm (película)
Before the Storm (Före stormen) es una película sueca de 2000, dirigida por Reza Parsa. 

## Argumento
Ali El-Rashid es un taxista, nacido en Oriente Medio, que vive en Suecia con su mujer sueca, Clara, y sus hijas adolescentes Sara y Jenny. Ali está integrado en la sociedad sueca, olvidando su origen y los problemas políticos de su país. Leo Fredriksson es un joven de 12 años que está en la misma clase que Sara, y al que un grupo de alumnos mayores intimidan continuamente, en especial Danne. La vida de ambos personajes se entrelazan cuando un día Ali encuentra a Leo en la puerta del colegio, limpiando con su gorra la bicicleta de uno de sus agresores, y le anima a hacer frente a los que lo intimidan, con un resultado inesperado. Pero la verdadera pesadilla del taxista comienza cuando una mujer le entrega un mensaje de un grupo guerrillero que combate contra el régimen de su país de origen. Entonces, las sombras del pasado se proyectan sobre él.